# Académie ukrainienne de presse
 (février 2019).
Si vous disposez d'ouvrages ou d'articles de référence ou si vous connaissez des sites web de qualité traitant du thème abordé ici, merci de compléter l'article en donnant les références utiles à sa vérifiabilité et en les liant à la section « Notes et références ».
L’Académie ukrainienne de presse est un établissement d'enseignement supérieur autonome en Ukraine qui forme des spécialistes des technologies des médias, de l'impression et de l'édition. 

## Activité internationale
Selon les accords conclus, l'Académie ukrainienne de presse coopère avec les principaux établissements d'enseignement supérieur européens. L'un des axes de cette collaboration est la formation par le programme de double diplôme.[source insuffisante]